# Johny Murray
John Franklin „Johny“ Murray (* 25. September 1960 in Göteborg) ist ein ehemaliger schwedisch-amerikanischer Fußball- und Eishockeyspieler.

## Sportlicher Werdegang
Murray wuchs als Sohn eines US-Amerikaners und einer schwedischen Mutter in Floda auf, wo er bei Floda BoIF Fußball (als Torhüter) und Eishockey (als Feldspieler) spielte. 1982 wechselte er zu Kramfors-Alliansen, um beim seinerzeitigen Zweitligisten insbesondere eine mögliche Eishockeykarriere zu forcieren. Er fiel jedoch dem damaligen AIK-Fußballtrainer Rolf Zetterlund auf, der ihn im Winter 1985/86 zum Probetraining einlud und anschließend verpflichtete. Zunächst stand er bei der in der Allsvenskan antretenden Mannschaft als Ersatzmann des langjährigen Torhüters Bernt Ljung im Schatten, kam aber bei den Hallenturnieren, im Landespokalwettbewerb sowie im Intertoto Cup regelmäßig zum Einsatz. Nach einer durchwachsenen Spielzeit 1987 strukturierte der Klub die Mannschaft um, dabei wurde unter anderem Ljung aussortiert. In der Folge etablierte sich Murray vor dem vom unterklassigen Klub Spårvägens GoIF geholten Anders Forsberg vor Beginn der Spielzeit 1988 als Stammspieler und debütierte beim 2:0-Auftaktsieg gegen IFK Norrköping in der höchsten Spielklasse. Nach einer Rückenverletzung wurde er zeitweise vom Konkurrenten vertreten und kehrte anschließend zwischen die Pfosten zurück, ehe er sich Ende Juli im Training einen Kreuzbandriss zuzog und langfristig ausfiel. Da auch Forsberg nicht überzeugen konnte, verpflichtete der AIK im Winter mit Joakim Sjöström eine neue Nummer 1.
Murry verließ den AIK Anfang 1989 in Richtung Zweitligist IF Elfsborg, wo er zwei Jahre spielte. Anschließend nahm er beim damaligen Zweitligisten Borås HC seine Eishockeykarriere wieder auf, parallel spielte er zeitweise für den Amateurklub Mariedals IK weiter als Fußballtorhüter. Nach einem Meniskusriss im bereits lädierten Knie musste er seine höherklassige Sportlerkarriere beenden. 
Ab 1995 war Murry als Spielertrainer für die Fußballer des Sandareds IF aktiv, später trainierte er verschiedene Amateurklubs wie unter anderem Ulricehamns IF oder Grimsås IF.